# Claes Hake

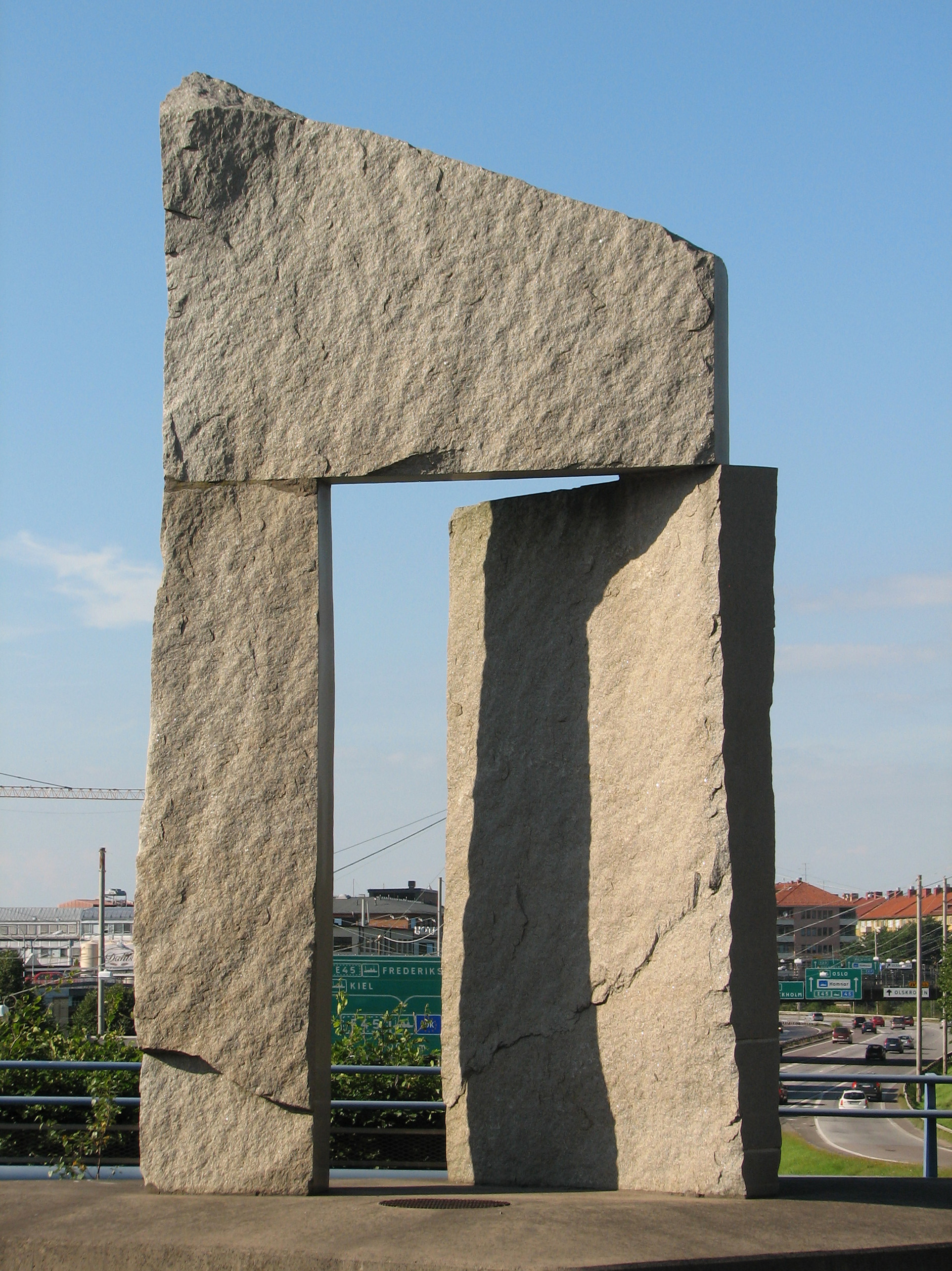
Södra porten in Göteborg

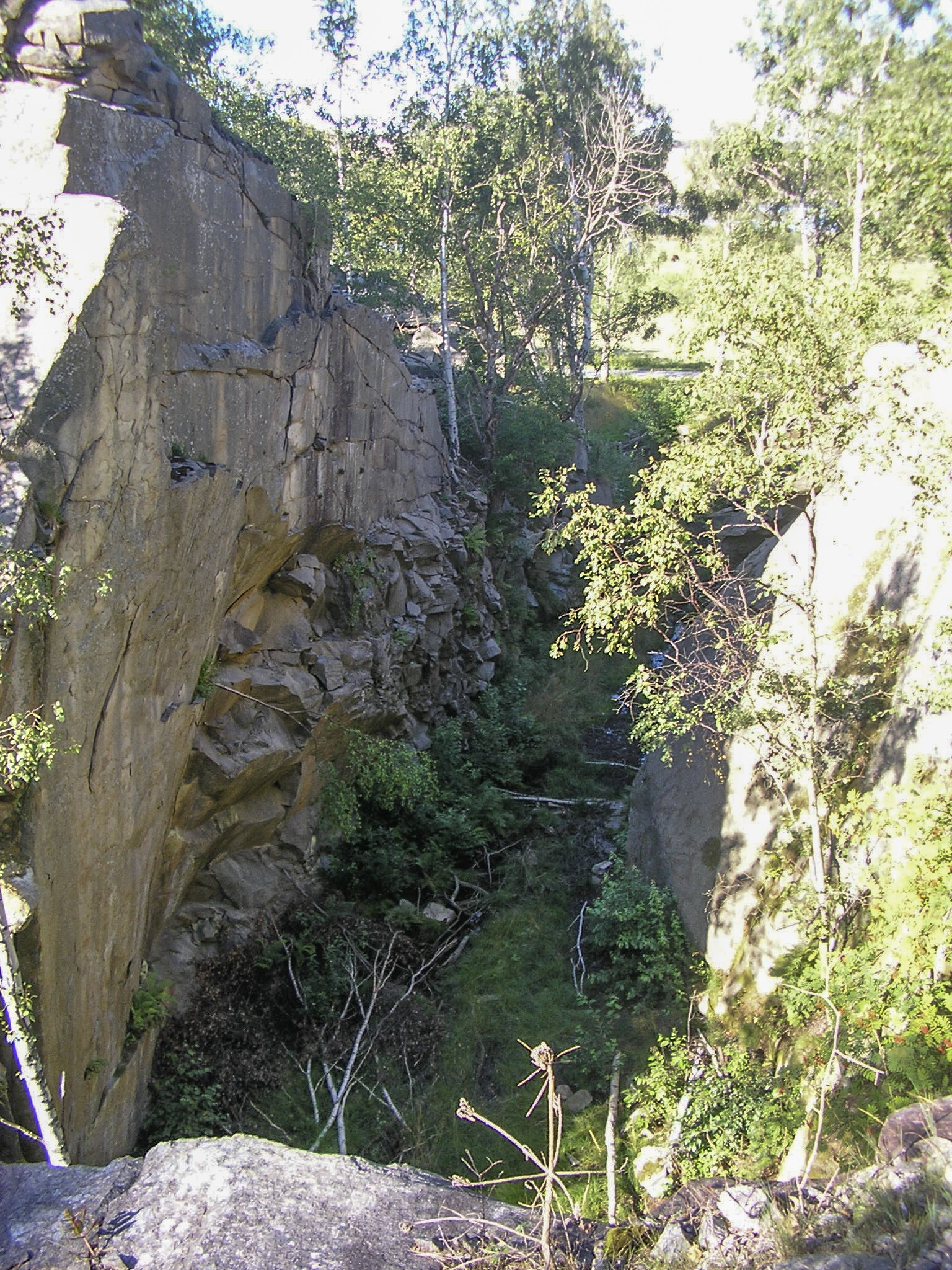
Steinbruch Bohuslän

Claes Anders Ragnar Hake (* 7. Februar 1945 in Mölndal, Västra Götaland) ist ein schwedischer Grafiker und Bildhauer.

## Leben und Werk
Hake wuchs in Göteborg auf und studierte Grafik an der Konstshögkolan Valand. Anfangs arbeitete als Plakatmaler, was ihn zur Bildhauerei brachte. Sein Material war zuerst Kunststoff, später arbeitete er vornehmlich mit Naturstein. Sein bevorzugtes Material war der rote Bohusgranit aus dem Vorkommen von Bohuslän in Südschweden. Seine Werke befinden sich im öffentlichen Raum in Schweden, Norwegen, Dänemark, Deutschland und in den Vereinigten Staaten sowie in schwedischen Museen und Skulpturenparks.
Am 30. Oktober 2008 wurde das von ihm geschaffene Denkmal für die 63 jugendlichen Opfer, die bei einem Diskothekenbrand in Göteborg im Jahre 1998 gestorben waren, vom schwedischen König Carl XVI. Gustaf enthüllt. In das Monument, das aus poliertem Hartgestein, dem Syenit Labrador Hell besteht, wurden die Namen und das Alter der Opfer eingraviert.
Der Künstler wohnt und arbeitet in Göteborg.

## Werke (Auswahl)
- Samuraj (1990), Eriksberg in Göteborg
- Solringen (Ring der Sonne, 1993), Universitätsbibliothek in Göteborg und auf den Springvandspladsen in Hjørring (Dänemark)
- Arch (1995), Skulpturenpark Umedalen in Umeå
- Dansen (Der Tanz, 1995), Annelundsparken in Borås
- Södra porten (Tor nach Süden, 1995), beim Ullevi-Stadion in Göteborg
- Torso, Sammlung im Göteborgs Konstmuseum in Göteborg
- ARC (1995), Klippan Ankarsmedjan in Göteborg
- Björngrottan (Bärengrotte), Bildhauerarbeit an der Konsthallen Hilshult in Hishult
- Graue Bewegung (1996), Oberwesel Skulpturenweg in Oberwesel, Rheinland-Pfalz (Deutschland)
- Port (Tor, 1998), Skulpturenpark Konst på Hög bei Kumla
- Vattentrappa (Wassertreppe, 1998), Strömpilens köpcentrum (Einkaufszentrum Strömpilen) in Umeå
- Dephot (2004), Stockholm
- Spelet kan börja (Spiel am, 2004), Universitätspark Campus Valla in Linköping
- Pater Noster (2007)[1], Skulptur i Pilane in Tjörn
- Dogon und Upside Down (2008), Stadtpark in Borås
- Monument slachtoffers discobrand Göteborg 30. Oktober 1998 (2008), Backaplan in Göteborg

## Fotogalerie

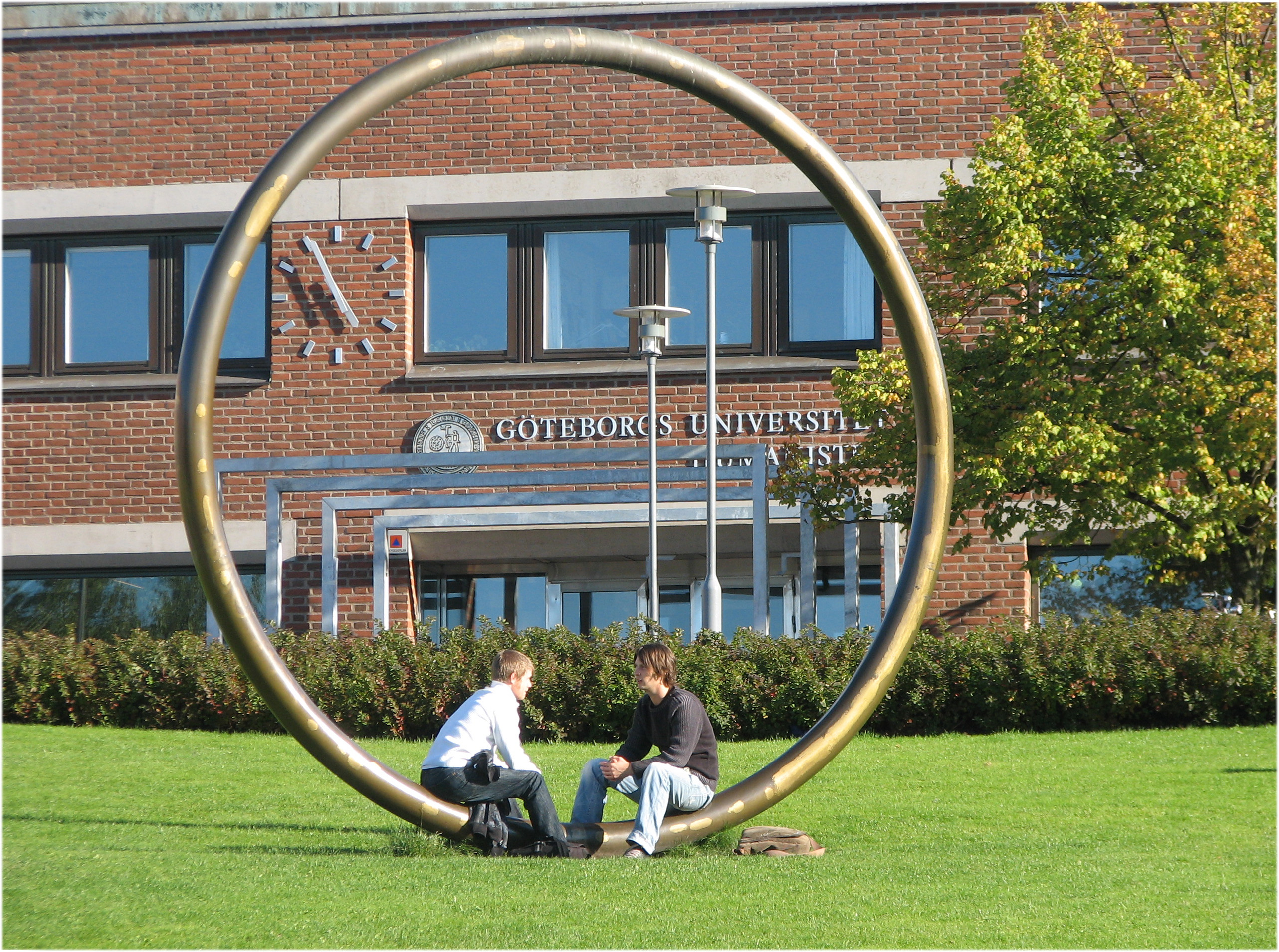
Solringen (Ring der Sonne), Göteborgs Universitätsbibliothek'
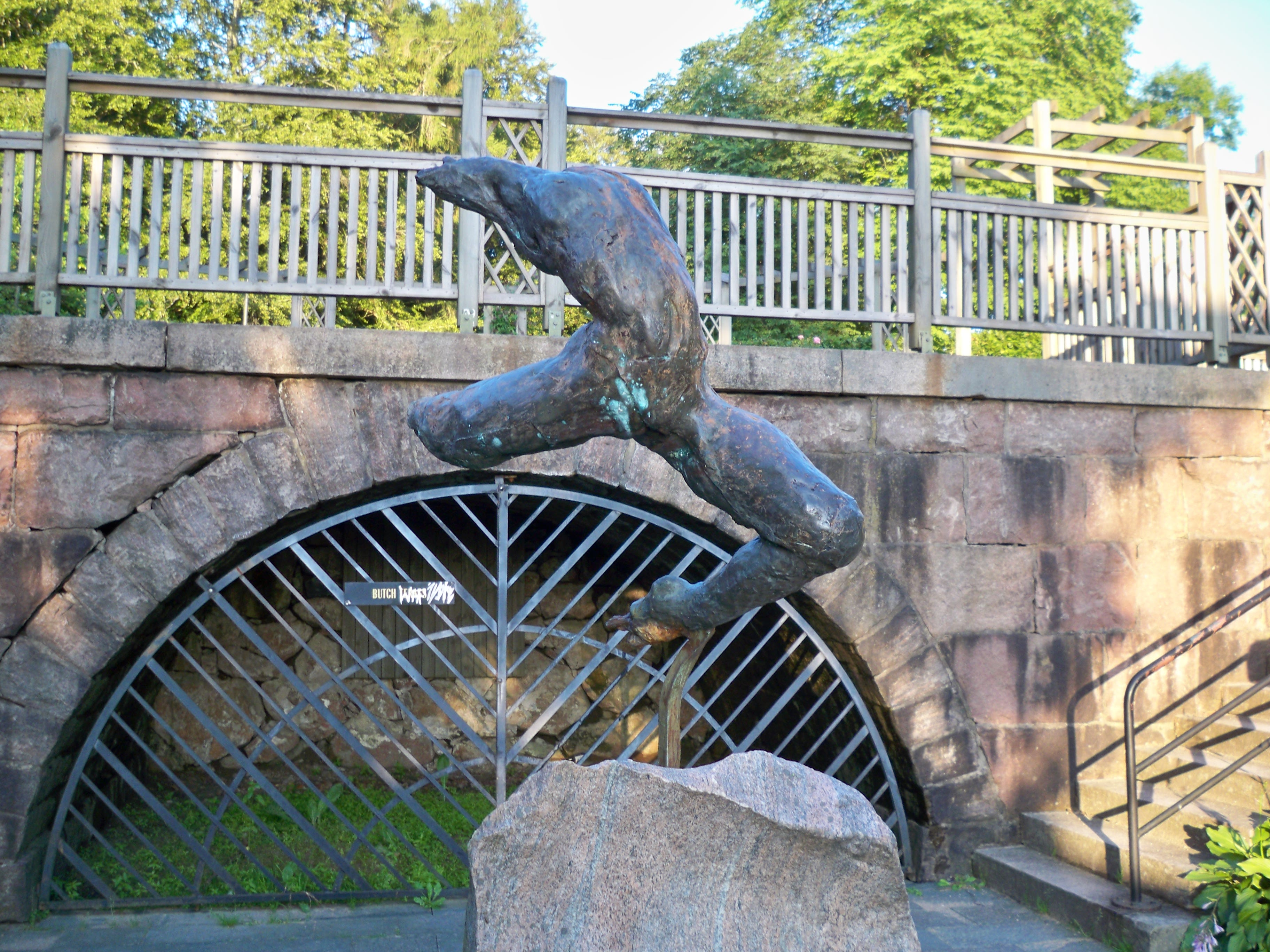
Dansen (Der Tanz), Annelundsparken, Borås
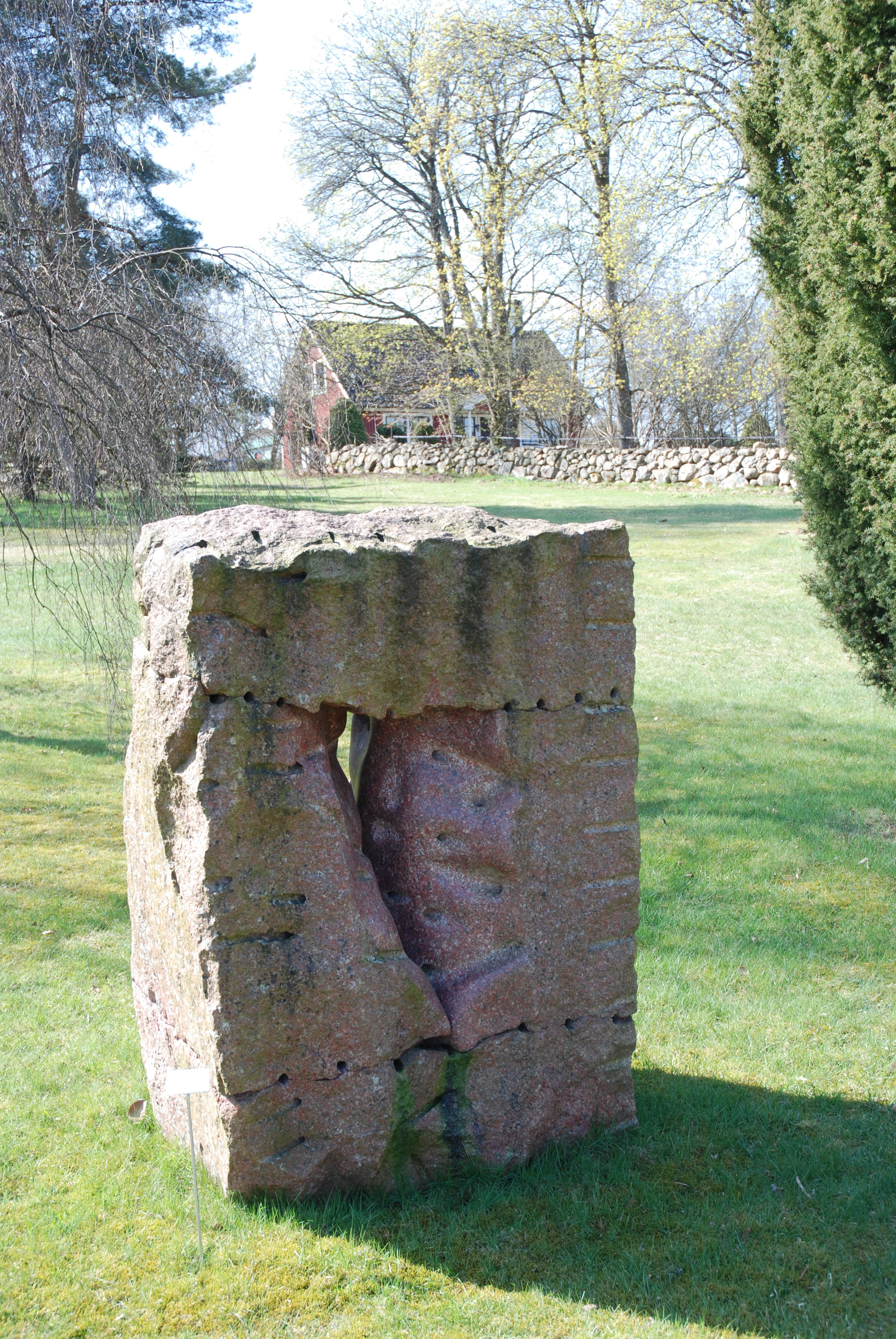
Björngrottan (Bärengrotte), Konsthallen Hishult
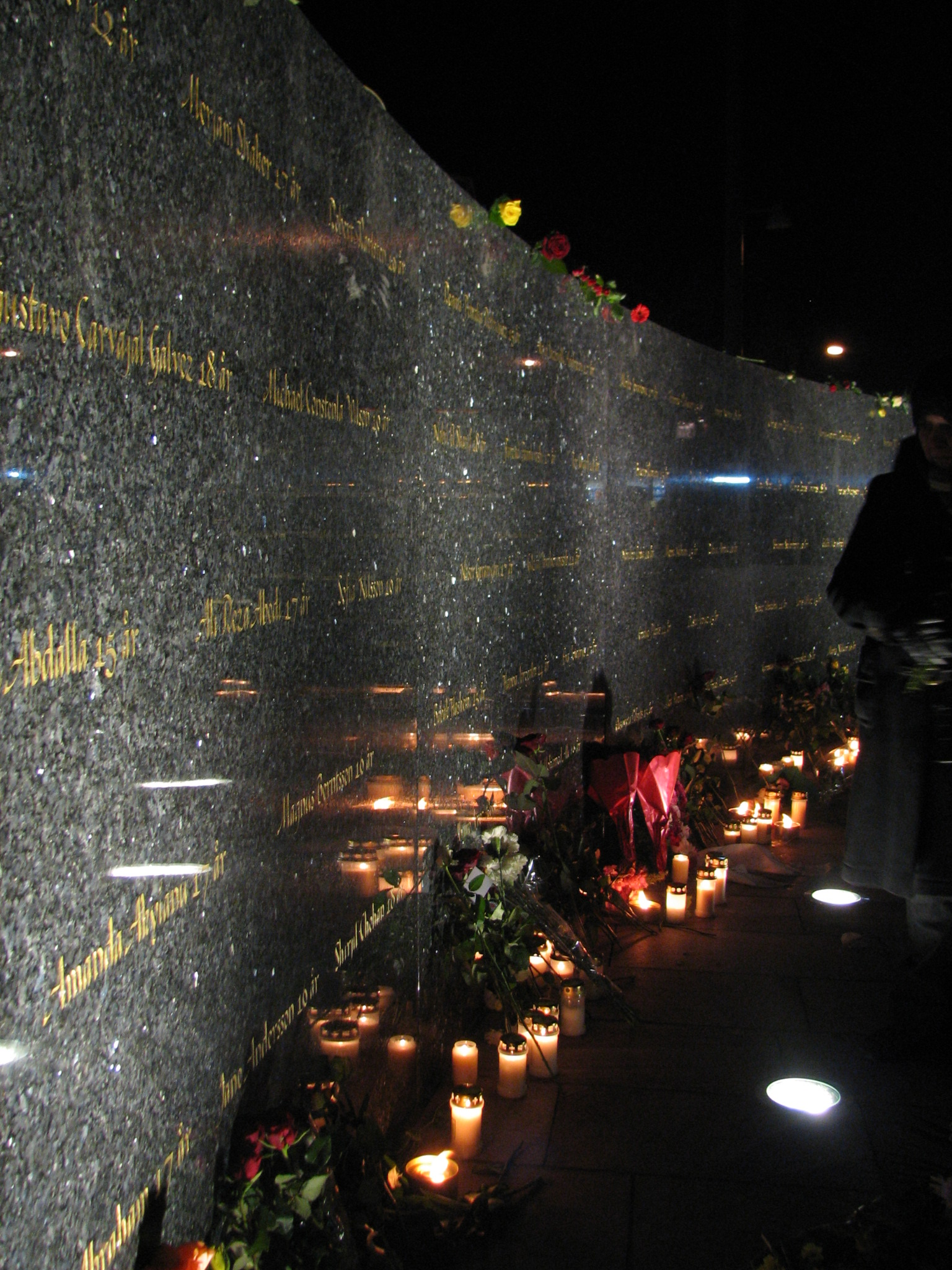
Backaplan in Göteborg, Monument für 63 junge Schweden, die bei einem Diskothekenbrand am 30. Oktober 1998 ihr Leben ließen.
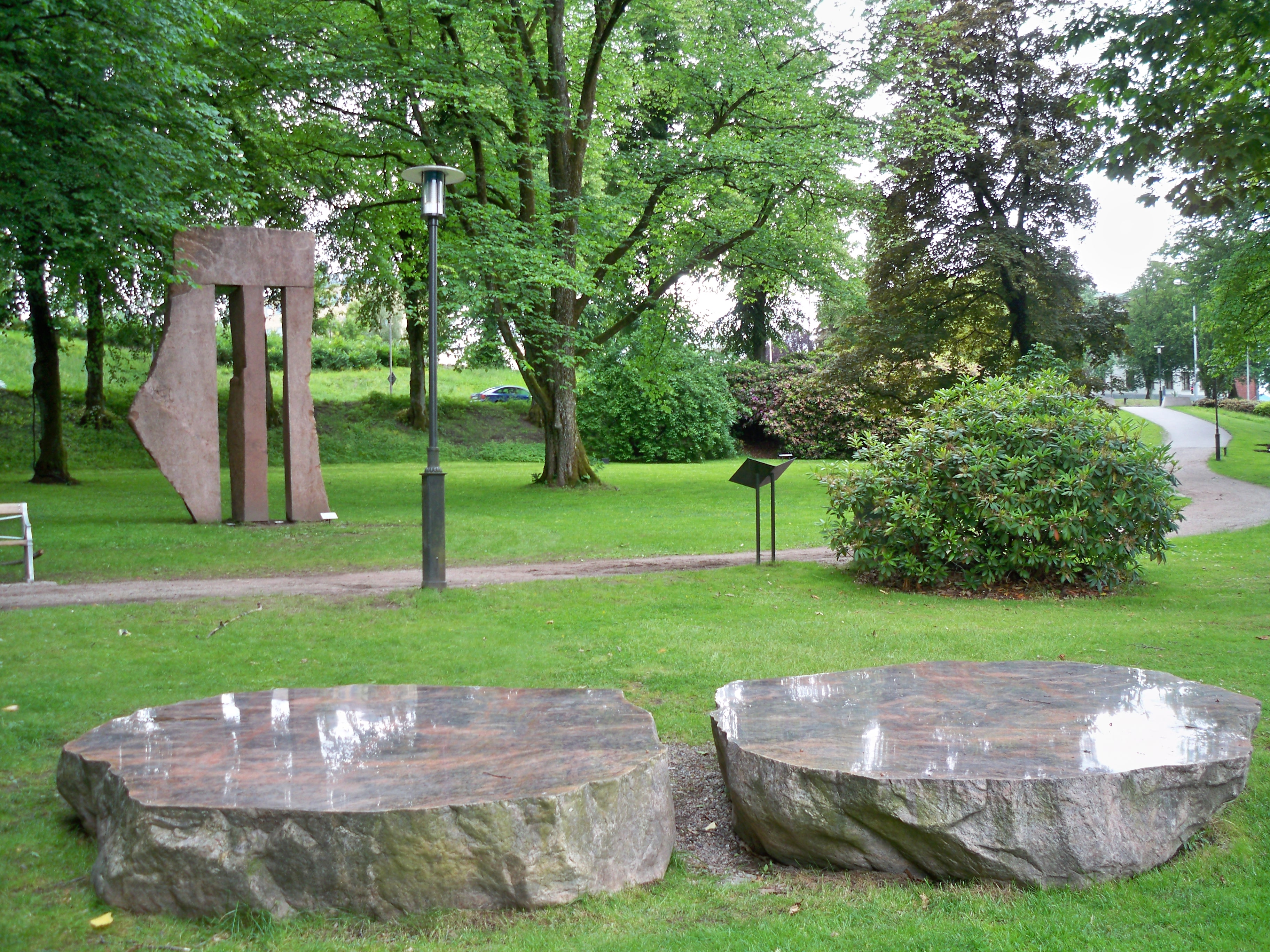
Dogon (rotes schwedisches Hartgestein (vermutlich Bohus) im Hintergrund) und Upside Down (Hallandia (Gneis) mit polierter Oberfläche im Vordergrund), Stadtpark, Borås.